# InBew-NPU Żytomierz/Kijów
InBew-NPU Żytomierz/Kijów (ukr. Футзальний клуб «ІнБев-НПУ» Житомир/Київ, Futzalnyj Kłub "InBew-NPU" Żytomyr/Kyjiw) – ukraiński klub futsalu, mający siedzibę w miastach Żytomierz i Kijów. Od sezonu 2015/16 występuje w futsalowej Ekstra-Lidze Ukrainy.

## Historia
Chronologia nazw:
- 2001: ŻDTU Żytomierz (ukr. «ЖДТУ» Житомир)
- 2005: InBew Żytomierz (ukr. «ІнБев» Житомир)
- 2014: InBew-Polissia-NPU Żytomierz/Kijów (ukr. «ІнБев-Полісся-НПУ» Житомир/Київ) – po fuzji z Kyjiw-NPU Kijów
- 2015: ŁTK-InBew-NPU Ługańsk/Żytomierz/Kijów (ukr. «ЛТК-ІнБев-НПУ» Луганськ/Житомир/Київ) – po fuzji z ŁTK Ługańsk
- 2017: InBew-NPU Żytomierz/Kijów (ukr. «ІнБев-НПУ» Житомир/Київ)

Klub futsalowy ŻDTU Żytomierz został założony w Żytomierzu w 2001 roku przez grupę podobnie myślących ludzi z absolwentów ŻDTU (Żytomierski Państwowy Technologiczny Uniwersytet). W pierwszych latach istnienia zespół reprezentował Państwowy Uniwersytet Technologiczny w Żytomierzu w mistrzostwach miasta. W 2005 roku zespół jest wspierany przez firmę "SAN InBew" Ukraina, i potem otrzymał nazwę InBew Żytomierz.
W 2013 roku klub debiutował w rozgrywkach Pierwszej Ligi.
W 2014 roku w wyniku fuzji dwóch klubów InBew Żytomierz i Kyjiw-NPU Kijów, grających w Pierwszej Lidze, powstał zjednoczony klub InBew-Polissia-NPU Żytomierz/Kijów.
W sezonie 2014/15 zespół zajął trzecie miejsce w pierwszej lidze. Latem 2015 do klubu dołączył ekstraligowy ŁTK Ługańsk, który po wybuchu wojny w Donbasie stracił możliwość rozgrywania meczów we własnej hali. Nowy klub otrzymał nazwę ŁTK-InBew-NPU Ługańsk/Żytomierz/Kijów i został zarządzany przez triumwirat - prezesów trzech klubów Kostiantyna Kożanowa (InBew), Andrija Holakewycza (Kyjiw-NPU) i Jurija Szackiego (ŁTK). W sezonie 2015/16 połączony zespół przystąpił do rozgrywek Ekstra-ligi, zajmując 6.miejsce. W sezonie 2016/17 zajął przedostatnie dziewiąte miejsce. Latem 2017 były prezes ŁTK Jurij Szacki zrezygnował z finansowania klubu, po czym nazwa została zmieniona na InBew-NPU Żytomierz/Kijów. W sezonie 2017/18 znów uplasował się na szóstej pozycji w końcowej tabeli.
Obecnie gra w najwyższej klasie rozgrywek ukraińskiego futsalu.

## Barwy klubowe, strój i herb
| Biały | Niebieski |

Herb klubu łączy herby trzech klubów - na górze InBew, na dole po lewej stronie ŁTK i na dole po prawej stronie Kyjiw-NPU.
Zawodnicy klubu zazwyczaj grają w białych, niebieskich lub żółtych strojach.

## Sukcesy

### Trofea międzynarodowe
Nie uczestniczył w rozgrywkach europejskich (stan na 31-05-2018).

### Trofea krajowe
| \| \| Zdobyte trofea w rozgrywkach Ukrainy (stan na: 31-05-2018) \| |                                                            |      |                  |
| Rozgrywki                                                           | Osiągnięcie                                                | Razy | Sezon(y)         |
| · Mistrzostwo                                                       | I miejsce                                                  | 0    |                  |
| · Mistrzostwo                                                       | II miejsce                                                 | 0    |                  |
| · Mistrzostwo                                                       | III miejsce                                                | 0    |                  |
| · Mistrzostwo                                                       | 6. miejsce                                                 | 2    | 2015/16, 2017/18 |
| Puchar                                                              | zdobywca                                                   | 0    |                  |
| Puchar                                                              | finalista                                                  | 0    |                  |
| II liga                                                             | I miejsce                                                  | 0    |                  |
| II liga                                                             | II miejsce                                                 | 0    |                  |
| II liga                                                             | III miejsce                                                | 1    | 2014/15          |
| Ukraina                                                             | Zdobyte trofea w rozgrywkach Ukrainy (stan na: 31-05-2018) |      |                  |

## Piłkarze i trenerzy klubu

### Trenerzy
? (2014–2015)
 Wałerij Turkin (2015–2017)
 Wałerij Dyrektorenko (2017–obecnie)

## Struktura klubu

### Stadion
Klub rozgrywa swoje mecze domowe w Hali Kompleksu Sportowego FOK w Żytomierzu. Pojemność: 1000 miejsc siedzących. Wcześniej również grał w Hali Kompleksu Sportowego NPU w Kijowie.

### Sponsorzy
- "SAN InBew" Ukraina